# Ишимская степь
Иши́мская степь (Иши́мская равни́на, Ишимская возвышенность) — южная часть Западно-Сибирской равнины, в междуречье Иртыша и Тобола. Административно расположена на территории Курганской, Тюменской и Омской областей России, а также в Северо-Казахстанской области. На территории Казахстана также известна как Северо-Казахстанская равнина.

## Рельеф и гидрография
Протяжённость равнины с севера на юг и с запада на восток составляет около 500 км. Занимаемая территория ограничена Казахским мелкосопочником на юге, долиной реки Тобол на западе и долиной рекой Иртыш на востоке; на юго-востоке переходит в Павлодарскую равнину, а на севере — в Среднеиртышскую низменность. Высота над уровнем моря — 120—140 м. Равнина сложена песками и глинами неогенового возраста, перекрытыми чехлом лёссовидного суглинка.
Поверхность представляет собой плоскую равнину, которая осложнена гривами, ложбинами, котловинами и широкими, неглубокими долинами рек. Среди осложнений рельефа выделяется Камышловский лог, пересекающий равнину с запада на восток и занятый цепочкой озёр.

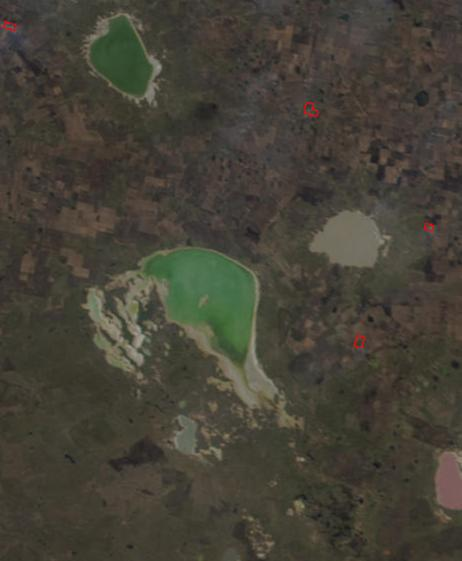
Озеро Селетытениз

Крутинские озёра

Реки Ишим и Иртыш протекают в хорошо разработанных долинах, поймы которых заняты заливными лугами. Их притоки маловодны и летом нередко пересыхают.
В понижениях и долинах большое количество пресных, горько-солёных и солёных озёр — преимущественно малых, с заболоченными берегами. Летом некоторые небольшие озёра также пересыхают.

## Климат
В лесостепной полосе амплитуда среднемесячных температур составляет 37-38 °C. Зима умеренно холодная (средняя температура января −18…−20 °C, наиболее сильные морозы до −48…−52 °C). Лето тёплое: средняя температура июля 18,5-19,5 °C, максимумы доходят до 38-40 °C. Сумма температур выше 10 °C — от 1850 до 2100 °C. Увлажнение не вполне устойчивое; в течение года выпадает 300—400 мм осадков, главным образом в тёплый период (250—300 мм). Во второй половине зимы мощность снежного покрова доходит до 30-45 см, но залегает он неравномерно.
Для степной зоны характерны сравнительно высокие летние температуры и заметное увеличение продолжительности вегетационного периода (до 170—175 дней) и сумм его температур (2000—2400 °C). Однако осадков здесь выпадает мало; их годовое количество обычно не превышает 300 мм, местами же уменьшается до 240—260 мм (Кокшетау — 252 мм, Павлодар — 260 мм). Лето сухое и жаркое. Средние температуры июля 19-22 °C, но в отдельные дни жара может достигать 38-42 °C. Наибольшее количество осадков выпадает летом, в среднем 35-40 мм за месяц. Однако высокие температуры воздуха и сильные ветры, которые наблюдаются в эти месяцы, обусловливают большое испарение (до 85-95 % годовой суммы осадков). Поэтому влаги в почву поступает мало. В среднем раз в три года посевы зерновых страдают от засухи, особенно в первую половину лета. Случаются и кратковременные суховеи, иногда сопровождающиеся пыльными бурями. Относительная влажность воздуха во время суховеев может понижаться до 11-20 %, температура повышается до 39-40 °C, а на поверхности почвы даже до 62-65 °C.
Зима достаточно продолжительная и холодная. Средняя температура января —16…—22 °C, а морозы в отдельные дни достигают −40…−50 °C. Снежный покров устанавливается поздно и в первую половину зимы имеет небольшую мощность, в связи с чем наблюдается глубокое (до 1-1,3 м) промерзание почвы. Лишь в феврале — начале марта мощность снежного покрова достигает 16-30 см, но на повышениях она много меньше. Продолжительность периода с устойчивым снежным покровом — 130—160 дней. Весна наступает поздно, она здесь короткая и засушливая. Осень непродолжительная и сухая в первой своей половине

## Растительность
В ландшафте преобладают луговые степи и берёзовые леса (так называемые колки) на выщелоченных и обыкновенных чернозёмах и серых лесных почвах. Равнина почти целиком распахана.